# Chiesa di Nostra Signora di Lapa dei Mercanti
La chiesa di Nostra Signora di Lapa dei Mercanti (in portoghese Igreja de Nossa Senhora da Lapa dos Mercadores) è un luogo di culto cattolico situato in rua do Ouvidor a Rio de Janeiro.

## Storia
La chiesa iniziò a essere costruita nel 1747 sullo stesso sito di un oratorio dedicato a Nostra Signora di Lapa, dove i mercanti si riunivano per pregare. Fu consacrata nel 1750 e completata cinque anni dopo. Importanti lavori di ristrutturazione furono eseguiti dal 1869 al 1872, quando fu rifatta la facciata della chiesa, fu costruito il campanile e furono completati gli intagli interni.